# Татарстан (авиакомпания)
«Татарстан» (тат. Татарстан Һава Юллары) — бывшая российская авиакомпания, национальный авиаперевозчик Республики Татарстан. Штаб-квартира располагалась в Казани. Базовый аэропорт авиакомпании — Казань. Полное наименование — ОАО «Авиакомпания „Татарстан“». Действовала до 2013 года.

## История
Создана в 1999 году на базе бывших казанского (преобразован в акционерное общество в 1993 году) и нижнекамского авиаотрядов «Аэрофлота» (появились в 1950-х), а также нижнекамского аэропорта Бегишево. Базовыми аэропортами компании являлись Казань и Бегишево.
В 2008 году в авиакомпании произошли ряд изменений. Аэропорт Бегишево был выведен из состава авиакомпании и стал самостоятельной организацией. Сменилось руководство авиакомпании, генеральным директором был назначен Хайруллин Г. Г. Из парка авиакомпании были выведены Ил-86. Началось поступление в парк авиакомпании Boeing-737.
В 2008 году «стратегическим инвестором» стала болгарская компания «Химимпорт», которая выкупила половину акций аэропорта «Казань» и авиакомпании «Татарстан»
В начале 2009 года на пост гендиректора назначен Валерий Портнов.
В декабре 2010 года генеральным директором назначен Руслан Шакиров.
29 июня 2011 года решением годового собрания акционеров из состава совета директоров были выведены все представители Булгария Авейшен Групп.
В декабре 2011 года новым генеральным директором назначен Аксан Гиниятуллин.
В начале 2012 года правительство Татарстана отказалось от сотрудничества с болгарским холдингом «Химимпорт» в области авиаперевозок и приняло решение передать авиакомпанию «Татарстан» в собственность ОАО "Холдинговая компания «Ак барс».
С 31 декабря 2013 года сертификат эксплуатанта авиакомпании «Татарстан» аннулирован. В связи с авиакатастрофой самолета Boeing-737 в Казани Росавиация начала внеплановые проверки. В ходе проверок Росавиацей были выявлены факты несоблюдения авиакомпанией сертификационных требований, действующих в гражданской авиации РФ, нарушений установленных норм налета рабочего времени и времени отдыха летных экипажей, порядок поддержания квалификации экипажей.
29 апреля 2014 года авиакомпания Татарстан подала исковое заявление в суд о признании собственного банкротства, которое было принято судом 5 мая 2014 года. 2 июня была введена процедура наблюдения. По состоянию на 31 марта 2014 года кредиторская задолженность авиакомпании составила 3,5 млрд рублей. Дебиторская задолженность составляла 400 млн руб., из них реальны к взысканию только 80 млн руб. В июле 2014 года был проведен последний полет авиакомпании из Казани в Москву с 15 пассажирами.

## Флот

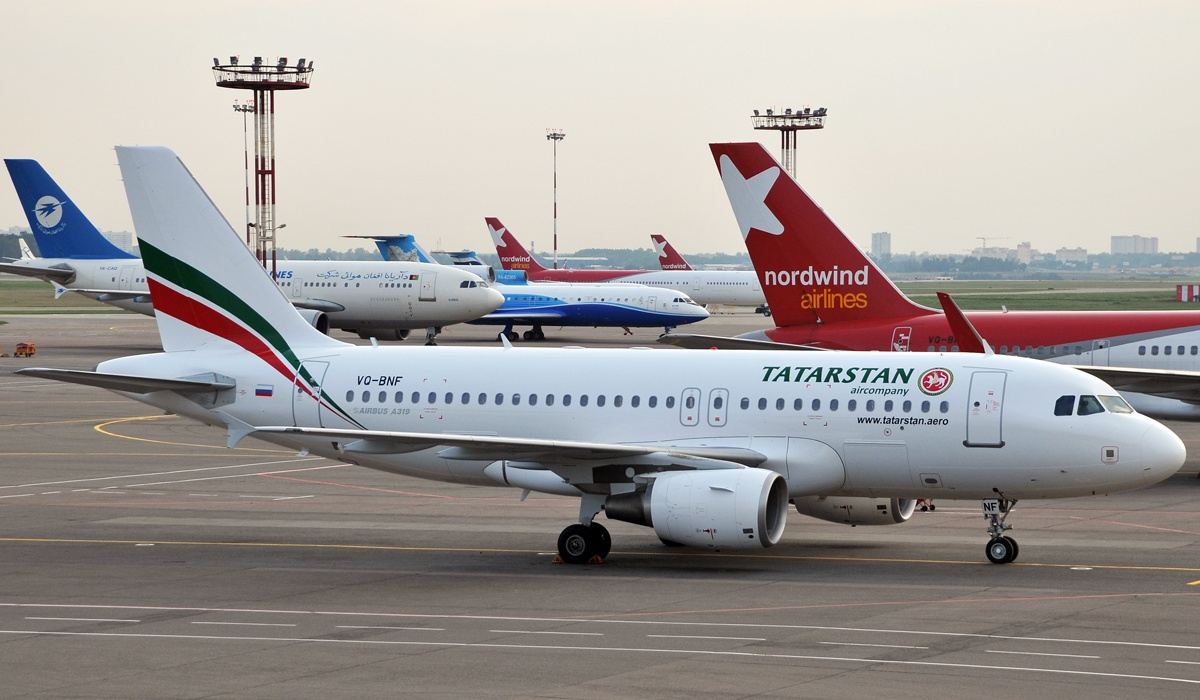
Airbus A319 авиакомпании «Татарстан»

В связи с отзывом у авиакомпании сертификата эксплуатанта, все самолёты, кроме Boeing 737—400, и Airbus переданы в авиакомпанию «Ак Барс Аэро». Boeing 737—400 VQ-BDB возвращён лизингодателю.

## Деятельность
За 2011 год авиакомпания совершила 6 786 рейсов общей продолжительностью 16 239 часов, количество перевезенных пассажиров — 592,9 тыс. (в 2010 — 603,3 тыс.). На международных рейсах авиакомпания перевезла 327,4 тыс. человек, на рейсах по России — 265,4 тысяч пассажиров (в 2010 г. — 346,2 тыс. и 257,1 тыс. соответственно).
Выручка компании в 2007 — 3,878 млрд руб. (рост на 54,6 %), чистый убыток — 252,987 млн руб. (против 4,859 млн руб. чистой прибыли в 2006 году).

### Бортовое издание
Авиакомпания «Татарстан» совместно с «Ак Барс Аэро» и Международным аэропортом «Казань» распространяла на рейсах авиакомпаний «Татарстан» и «Ак Барс Аэро», а также на собственных стойках в терминалах вылета аэропорта «Казань» и в кассах «AVT» полноцветный журнал «АвиаРевю».

### Кодшеринговые соглашения
Авиакомпания «Татарстан» заключала кодшеринговые соглашения со следующими перевозчиками:
- Ак Барс Аэро
- Czech Airlines (SkyTeam)
- Turkish Airlines (Star Alliance)

## Маршрутная сеть
Авиакомпания осуществляла регулярные перевозки в Москву, Санкт-Петербург, Баку, Душанбе, Ереван, Ташкент, Худжанд, Стамбул, Будапешт, Мумбаи, Париж, Амстердам, Ларнака, Аддис-Абеба. В летний период 2009 года открылись регулярные рейсы в Анапу, Сочи, Краснодар, Прага, Нижневартовск, Минеральные Воды, Уфу и другие города. Чартерные перевозки осуществлялись по России (Сочи, Анапа, Ноябрьск, Красноярск, Надым), в страны Востока (Турция, Египет, ОАЭ) и Европы (Испания, Италия, Греция, Кипр).
Летом 2011 года открыт регулярный рейс Казань — Варна — Казань.
Летом 2012 года открыт регулярный рейс Казань — Бургас — Казань.
В 2013 году запущена программа региональных перевозок по Поволжскому федеральному округу.
В 2009 открыт рейс Казань — Тель-Авив — Казань.
В 2010 открыт новый рейс Казань — Прага — Казань.
В сентябре 2011 года авиакомпания открыла ещё один регулярный международный рейс Прага — Пермь — Прага.

## Авиационные происшествия
17 ноября 2013 года в 19:26 при посадке в Казанском аэропорту Boeing 737—500 VQ-BBN потерпел крушение. Все 50 человек (из них 6 человек экипажа), находившиеся на борту, погибли. По результатам проверки, проведённой после этой катастрофы, «Росавиацией» было принято решение аннулировать сертификат эксплуатанта компании.